# Ilanshura

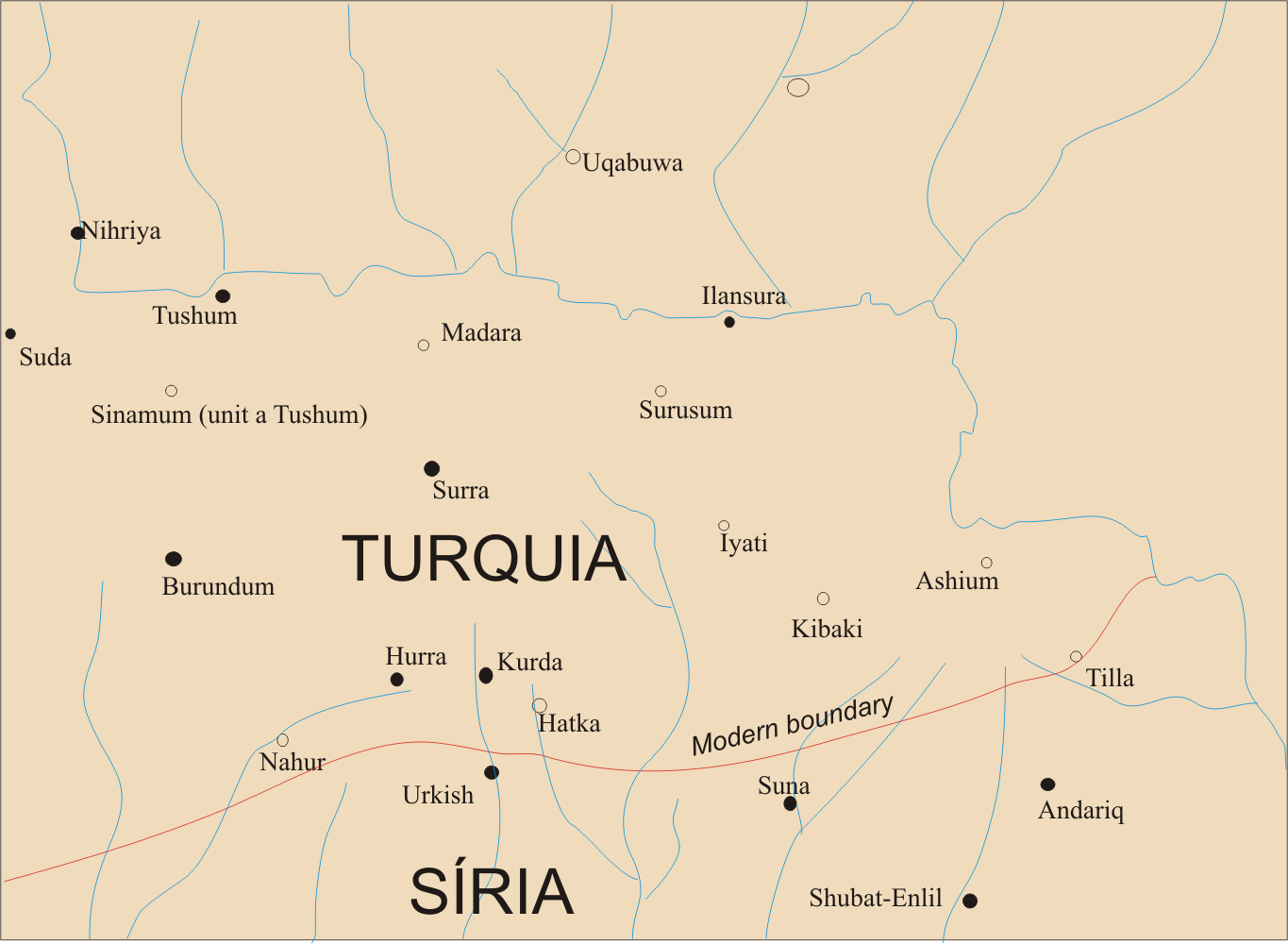
Ilansura

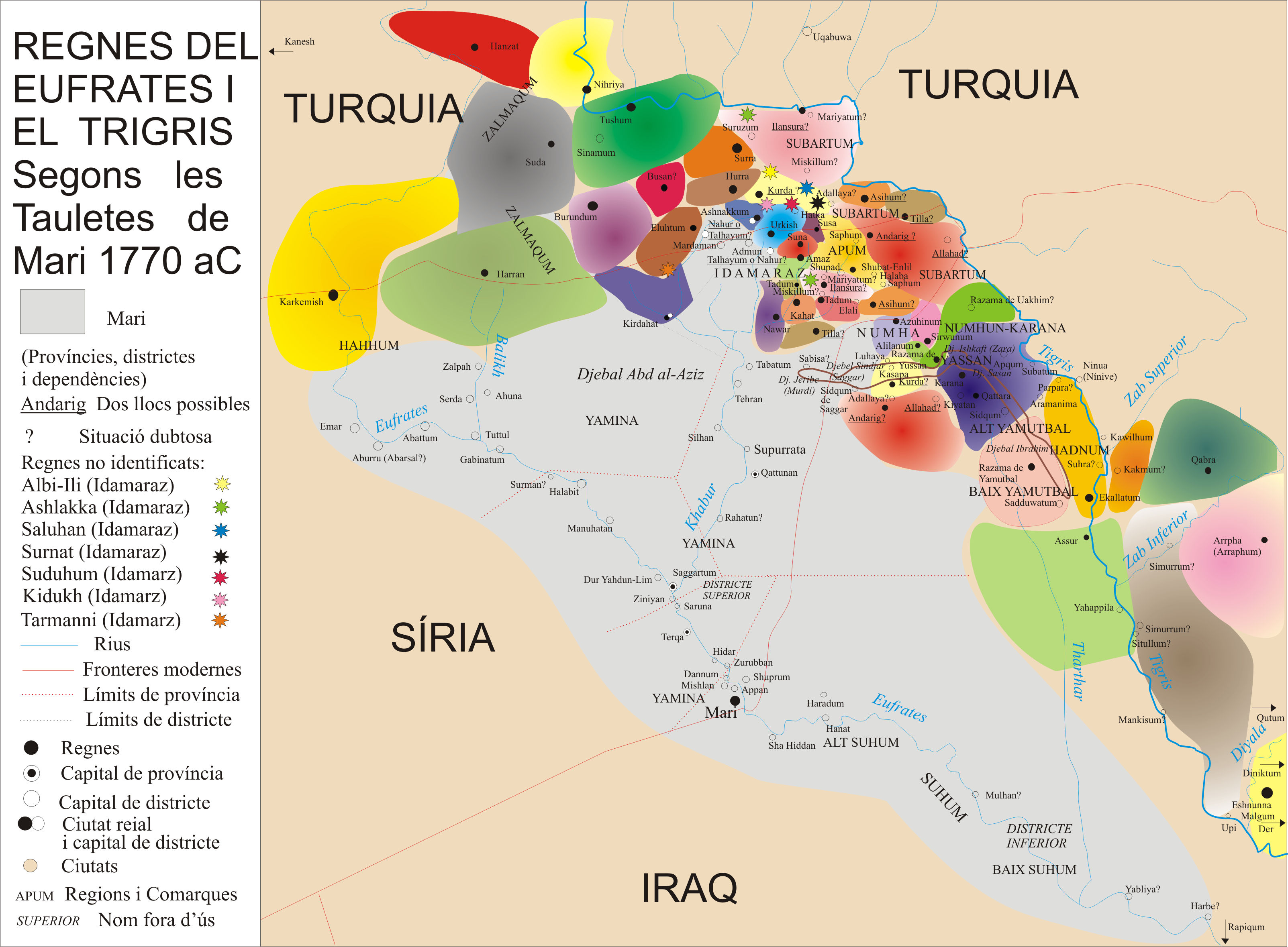
Mapa

Ilanshura (Ilansura o Ilanşura) va ser un antic regne de la zona del Tigris, a la moderna Turquia. La seva situació exacta no és coneguda però es pot situar propera a Hisn Kayfa.
En temps de Zimri-Lim rei de Mari era rei d'Ilanshura Haya Sumu, el principal aliat del rei a la zona. Haya Sumu (o Khaya-Sumu) estava casat amb dues filles de Zimri-Lim. Ilanshura s'esmenta nombroses vegades a les tauletes de Mari. Segurament era una ciutat hurrita o situada en un territori de població hurrita.